# Centro Extremeño de Estudios y Cooperación con Iberoamérica
El Centro Extremeño de Estudios y Cooperación con Iberoamérica (Cexeci) fue una fundación pública de la Junta de Extremadura y la Universidad de Extremadura, con sede en la ciudad de Mérida (España), creada en 1992 para estrechar los vínculos existentes entre Extremadura e Iberoamérica, a través de estudios de investigación sobre la historia de América y las relaciones entre ambos territorios.
En 2016 se acordó su fusión con la Fundación Academia Europea de Yuste. En 2017 se creó la Fundación Academia Europea e Iberoamericana de Yuste, que incluye los mismos fines de fomento de las relaciones entre España e Iberoamérica.

## Historia
El Cexeci se creó el 28 de septiembre de 1992 a partir de un acuerdo entre la Junta de Extremadura y la Universidad de Extremadura. Uno de los proyectos prioritarios desde los primeros años de existencia del centro fue la creación de una biblioteca sobre temas iberoamericanos. El 28 de febrero de 1997 se creó dicha biblioteca. En 2007 era director Miguel Rojas Mix. En el periodo 2012-2015, fue director del Cexeci Joaquín Texeira. Desde 2015 el nuevo director es César Chaparro, exrector de la Universidad de Extremadura.

## Publicaciones
El Cexeci edita estudios sobre Iberoamérica agrupados en varias colecciones: Colección Pensamiento Iberoamericano, Colección Extremeños en Iberoamérica, Colección Extremeños en Iberoamérica Historieta, Colección Tesis y otras publicaciones propias y en colaboración con terceras instituciones.